# ألان فوكس
ألان فوكس (بالإنجليزية: Alan Fox)‏ (10 يوليو 1936 في المملكة المتحدة - سبتمبر 2021) هو مدرب كرة قدم ولاعب كرة قدم بريطاني في مركز الدفاع. لعب مع برادفورد سيتي ونادي دوندالك ونادي ريكسهام ونادي هارتلبول يونايتد.

## وصلات خارجية
- ألان فوكس على موقع قاعدة بيانات كرة القدم.إي يو (الإنجليزية)